# El corb (pel·lícula de 1963)
 El corb (títol original en anglès: The Raven) és una pel·lícula de comèdia i horror estatunidenca produïda i dirigida per Roger Corman i estrenada l'any 1963. L'obra es basa en el famós poema homònim d'Edgar Allan Poe del mateix nom, i és protagonitzada per Vincent Price, Boris Karloff i Peter Lorre. D'entre els secundàris del film destaca la presència de Jack Nicholson interpretant el fill del personatge de Peter Lorre. Ha estat doblada al català.
Es tracta de la cinquena pel·lícula en el cicle de vuit adaptacions que va dur a terme el director Roger Corman de l'obra d'Edgar Allan Poe distribuïdes per l'American International Pictures (AIP), actualment propietat de la Metro-Goldwyn-Mayer (MGM). Vincent Price va protagonitzar set dels vuit films del cicle.
El guió va córrer a càrrec de Richard Matheson, que es va basar en anotacions del poema de Poe "El corb", que ja s'havia ocupat de les quatre primeres adaptacions del cicle.
Tres dècades enrere, l'any 1935, Boris Karloff va protagonitzar una pel·lícula del mateix nom, dirigida per Lew Landers i protagonitzada conjuntament amb Béla Lugosi.

## Argument
Segle XV, Anglaterra. El Dr. Craven (Vincent Price) s'ha retirat de la confraria dels mags per plorar Lenore (Hazel Court), la seva dona perduda, amb la seva filla Estelle (Olive Sturgess). Un vespre, rep la visita d'un corb que parla. Després de recuperar la forma humana, aquest, que resulta ser el doctor Bedlo (Peter Lorre), li revela haver vist la seva dona, ben viva, al castell del terrible bruixot Scarabus (Boris Karloff). Els doctors Bedlo i Craven, juntament amb Estelle i Rexford (Jack Nicholson), fill de Bedlo, aniran al castell a cercar-la.

## Repartiment
- Vincent Price: El Doctor Erasmus Craven
- Peter Lorre: El Doctor Adolphus Bedlo
- Boris Karloff: El Doctor Scarabus
- Hazel Court: Lenore Craven
- Olive Sturgess: Estelle Craven
- Jack Nicholson: Rexford Bedlo
- Connie Wallace: Serventa
- William Baskin: Grimes
- Aaron Saxon: Gort

## Producció

### Guió
Arrel del relat amb aires còmics "El gat negre" adaptat per Roger Corman i Richard Matheson a Tales of Terror ambdós van voler posar en pràctica la fórmula en una pel·lícula completa. El fet d'haver d'adaptar un poema com ho és El corb, Matheson va veure clar que l'única via de realitzar la pel·lícula era convertint-la en una comèdia.

### Rodatge
El rodatge del film, va ser finalitzat amb únicament 15 dies. La producció va acabar un divendres i a continuació, aquell cap de setmana, Corman aprofità l'equip del film per començar el que seria el seu proper projecte. Protagonitzat per Boris Karloff i Jack Nicholson es va titular El terror.
D'entre altres curiositats destaca que, per l'escena final, en l'incendi de l'interior del castell, Corman va reaprofitar les imatges rodades al seu primer film del cicle d'Edgar Allan Poe: La caiguda de la casa Usher.

## Estrena

### Taquilla
La pel·lícula, va tenir bons resultats en taquilla a la seva estrena, assolint una recaptació de 1,499,275 dòlars entre Estats Units i el Canadà.

### Novel·lització
Una novel·lització del film es va dur a terme per Eunice Sudak, adaptant el guió de Richard Matheson i publicat per Lancer Books com a llibre de butxaca. Més recentment, al 2012, es va publicar de nou la novel·lització de Sudak, aquest cop per Bear Manor Media.

## Altres pel·lícules
El corb és la cinquena de vuit adaptacions de contes d'Edgar Allan Poe dirigides pel productor i director estatunidenc Roger Corman entre 1960 i 1964. Les altres van ser:
1. La caiguda de la casa Usher (1960)
2. El pou i el pèndol (1961)
3. L'enterrament prematur (1962)
4. Tales of Terror (1962)
5. El palau encantat (1963)
6. La màscara de la mort vermella (1964)
7. Ligeia (1964)

Tot i no formar part del cicle de Roger Corman sobre Edgar Allan Poe, ja que no es basa en cap obra de l'escriptor, destaca també la pel·lícula que Corman estrenà al 1963 anomenada El terror. Aquesta va ser concebuda com una versió pròpia de Corman intentant apropar-se a la essència dels relats de Poe i que presenta la mateixa estètica que la resta de films del cicle.